# Viaducto (avenida)
Viaducto es una avenida de altas especificaciones que conecta dos o más zonas o cruza una ciudad.
En ciudades grandes los viaductos han demostrado una gran utilidad al permitir el tráfico vehicular más expedito. Estas avenidas elevadas están formadas por la unión de un número muy grande de puentes, localizados principalmente sobre otras avenidas o donde no es posible construir avenidas a nivel de superficie.
El principal objetivo de los viaductos es incrementar la velocidad de circulación de los vehículos al disminuir el número de entradas y salidas de vehículos en un tramo determinado. Un ejemplo de ello son los viaductos en la Ciudad de México, donde en los últimos años se han venido construyendo en un gran número. Entre ellos se pueden mencionar el Viaducto Miguel Alemán, Viaducto Tlalpan y Viaducto Río Becerra, en este último una parte es elevado.
Estos viaductos constan de carriles laterales y centrales. En los carriles laterales (o lateral) circulan automóviles a velocidades bajas mientras que en los carriles centrales la circulación de vehículos a velocidades relativamente altas es posible.